# Línea 687 (Interurbanos Madrid)
La línea 687 de la red de autobuses interurbanos de Madrid une el intercambiador de transportes de Moncloa con la estación de autobuses de Collado Villalba.

## Características
Esta línea ofrece un servicio semidirecto entre la Estación de Autobuses de Villalba, próxima también a la estación de tren del mismo municipio y el intercambiador de transportes de Moncloa en aproximadamente 45 minutos.
Circula por el carril Bus-VAO de la A-6 mientras esté abierto.
La línea no mantiene los mismos horarios todo el año, durante el mes de agosto se reducen el número de expediciones los días laborables entre semana (sábados laborables, domingos y festivos tienen los mismos horarios todo el año), además de los días excepcionales vísperas de festivo y festivos de Navidad en los que los horarios también cambian y se reducen.
Está operada por la empresa Avanza Movilidad Integral mediante la concesión administrativa VCM-604 - Madrid – Cercedilla – Hoyo de Manzanares (Viajeros Comunidad de Madrid) del Consorcio Regional de Transportes de Madrid.

## Horarios

### 1 septiembre - 31 julio
| Lunes a viernes laborables                                  |                                                             |                                                             |                                                             |                                                             |                                                             |                                                             |                                                             |                                                             |                                                             |                                                             |                                                             |                                                             |                                                             |                                                             |                                                             |                                                             |                                                             |                                                             |                                                             |                                                             |                                                             |                                                             |                                                             |                                                             |                                                             |                                                             |                                                             |                                                             |                                                             |                                                             |                                                             |                                                             |                                                             |                                                             |                                                             |
| Madrid (Moncloa) > Collado Villalba (Estación de autobuses) | Madrid (Moncloa) > Collado Villalba (Estación de autobuses) | Madrid (Moncloa) > Collado Villalba (Estación de autobuses) | Madrid (Moncloa) > Collado Villalba (Estación de autobuses) | Madrid (Moncloa) > Collado Villalba (Estación de autobuses) | Madrid (Moncloa) > Collado Villalba (Estación de autobuses) | Madrid (Moncloa) > Collado Villalba (Estación de autobuses) | Madrid (Moncloa) > Collado Villalba (Estación de autobuses) | Madrid (Moncloa) > Collado Villalba (Estación de autobuses) | Madrid (Moncloa) > Collado Villalba (Estación de autobuses) | Madrid (Moncloa) > Collado Villalba (Estación de autobuses) | Madrid (Moncloa) > Collado Villalba (Estación de autobuses) | Madrid (Moncloa) > Collado Villalba (Estación de autobuses) | Madrid (Moncloa) > Collado Villalba (Estación de autobuses) | Madrid (Moncloa) > Collado Villalba (Estación de autobuses) | Madrid (Moncloa) > Collado Villalba (Estación de autobuses) | Madrid (Moncloa) > Collado Villalba (Estación de autobuses) | Madrid (Moncloa) > Collado Villalba (Estación de autobuses) | Collado Villalba (Estación de autobuses) > Madrid (Moncloa) | Collado Villalba (Estación de autobuses) > Madrid (Moncloa) | Collado Villalba (Estación de autobuses) > Madrid (Moncloa) | Collado Villalba (Estación de autobuses) > Madrid (Moncloa) | Collado Villalba (Estación de autobuses) > Madrid (Moncloa) | Collado Villalba (Estación de autobuses) > Madrid (Moncloa) | Collado Villalba (Estación de autobuses) > Madrid (Moncloa) | Collado Villalba (Estación de autobuses) > Madrid (Moncloa) | Collado Villalba (Estación de autobuses) > Madrid (Moncloa) | Collado Villalba (Estación de autobuses) > Madrid (Moncloa) | Collado Villalba (Estación de autobuses) > Madrid (Moncloa) | Collado Villalba (Estación de autobuses) > Madrid (Moncloa) | Collado Villalba (Estación de autobuses) > Madrid (Moncloa) | Collado Villalba (Estación de autobuses) > Madrid (Moncloa) | Collado Villalba (Estación de autobuses) > Madrid (Moncloa) | Collado Villalba (Estación de autobuses) > Madrid (Moncloa) | Collado Villalba (Estación de autobuses) > Madrid (Moncloa) | Collado Villalba (Estación de autobuses) > Madrid (Moncloa) |
| 06                                                          | 07                                                          | 08                                                          | 09                                                          | 10                                                          | 11                                                          | 12                                                          | 13                                                          | 14                                                          | 15                                                          | 16                                                          | 17                                                          | 18                                                          | 19                                                          | 20                                                          | 21                                                          | 22                                                          | 23                                                          | 05                                                          | 06                                                          | 07                                                          | 08                                                          | 09                                                          | 10                                                          | 11                                                          | 12                                                          | 13                                                          | 14                                                          | 15                                                          | 16                                                          | 17                                                          | 18                                                          | 19                                                          | 20                                                          | 21                                                          | 22                                                          |
| 45                                                          | 00 15 50                                                    | 20 35 50                                                    | 25 50                                                       | 20 50                                                       | 30                                                          | 10                                                          | 05 35                                                       | 05 20 35 50                                                 | 05 20 30 35 50                                              | 10 35                                                       | 05 20 35 50                                                 | 05 20 30 40 55                                              | 05 25 40 55                                                 | 05 25 45 55                                                 | 10 35                                                       | 00 15                                                       |                                                             | 45                                                          | 00 10 25 40 55                                              | 00 08 16 24 32 40 48 55                                     | 03 11 19 28 36 44 52                                        | 00 15 30 45                                                 | 05 30                                                       | 35                                                          | 30                                                          | 40                                                          | 00 30 45                                                    | 00 15 30                                                    | 00 15 30 45                                                 | 00 15 30 40                                                 | 10 40                                                       | 10 20 30 45                                                 | 00 15 30                                                    | 20 40                                                       | 00                                                          |
| Sábados laborables, domingos y festivos                     |                                                             |                                                             |                                                             |                                                             |                                                             |                                                             |                                                             |                                                             |                                                             |                                                             |                                                             |                                                             |                                                             |                                                             |                                                             |                                                             |                                                             |                                                             |                                                             |                                                             |                                                             |                                                             |                                                             |                                                             |                                                             |                                                             |                                                             |                                                             |                                                             |                                                             |                                                             |                                                             |                                                             |                                                             |                                                             |
| Madrid (Moncloa) > Collado Villalba (Estación de autobuses) | Madrid (Moncloa) > Collado Villalba (Estación de autobuses) | Madrid (Moncloa) > Collado Villalba (Estación de autobuses) | Madrid (Moncloa) > Collado Villalba (Estación de autobuses) | Madrid (Moncloa) > Collado Villalba (Estación de autobuses) | Madrid (Moncloa) > Collado Villalba (Estación de autobuses) | Madrid (Moncloa) > Collado Villalba (Estación de autobuses) | Madrid (Moncloa) > Collado Villalba (Estación de autobuses) | Madrid (Moncloa) > Collado Villalba (Estación de autobuses) | Madrid (Moncloa) > Collado Villalba (Estación de autobuses) | Madrid (Moncloa) > Collado Villalba (Estación de autobuses) | Madrid (Moncloa) > Collado Villalba (Estación de autobuses) | Madrid (Moncloa) > Collado Villalba (Estación de autobuses) | Madrid (Moncloa) > Collado Villalba (Estación de autobuses) | Madrid (Moncloa) > Collado Villalba (Estación de autobuses) | Madrid (Moncloa) > Collado Villalba (Estación de autobuses) | Madrid (Moncloa) > Collado Villalba (Estación de autobuses) | Madrid (Moncloa) > Collado Villalba (Estación de autobuses) | Collado Villalba (Estación de autobuses) > Madrid (Moncloa) | Collado Villalba (Estación de autobuses) > Madrid (Moncloa) | Collado Villalba (Estación de autobuses) > Madrid (Moncloa) | Collado Villalba (Estación de autobuses) > Madrid (Moncloa) | Collado Villalba (Estación de autobuses) > Madrid (Moncloa) | Collado Villalba (Estación de autobuses) > Madrid (Moncloa) | Collado Villalba (Estación de autobuses) > Madrid (Moncloa) | Collado Villalba (Estación de autobuses) > Madrid (Moncloa) | Collado Villalba (Estación de autobuses) > Madrid (Moncloa) | Collado Villalba (Estación de autobuses) > Madrid (Moncloa) | Collado Villalba (Estación de autobuses) > Madrid (Moncloa) | Collado Villalba (Estación de autobuses) > Madrid (Moncloa) | Collado Villalba (Estación de autobuses) > Madrid (Moncloa) | Collado Villalba (Estación de autobuses) > Madrid (Moncloa) | Collado Villalba (Estación de autobuses) > Madrid (Moncloa) | Collado Villalba (Estación de autobuses) > Madrid (Moncloa) | Collado Villalba (Estación de autobuses) > Madrid (Moncloa) | Collado Villalba (Estación de autobuses) > Madrid (Moncloa) |
| 06                                                          | 07                                                          | 08                                                          | 09                                                          | 10                                                          | 11                                                          | 12                                                          | 13                                                          | 14                                                          | 15                                                          | 16                                                          | 17                                                          | 18                                                          | 19                                                          | 20                                                          | 21                                                          | 22                                                          | 23                                                          | 05                                                          | 06                                                          | 07                                                          | 08                                                          | 09                                                          | 10                                                          | 11                                                          | 12                                                          | 13                                                          | 14                                                          | 15                                                          | 16                                                          | 17                                                          | 18                                                          | 19                                                          | 20                                                          | 21                                                          | 22                                                          |
|                                                             | 40                                                          | 25                                                          | 20                                                          | 10                                                          | 00 50                                                       | 40                                                          | 25                                                          | 20                                                          | 10                                                          | 00 50                                                       | 25                                                          | 10                                                          | 20                                                          | 10                                                          | 00 50                                                       | 40                                                          | 30                                                          |                                                             | 50                                                          | 40                                                          | 30                                                          | 20                                                          | 10                                                          | 00 50                                                       | 40                                                          | 30                                                          | 20                                                          | 10                                                          | 00 40                                                       | 30                                                          | 35                                                          | 25                                                          | 10                                                          | 00 50                                                       | 40                                                          |
| Sólo sábados laborables                                     |                                                             |                                                             |                                                             |                                                             |                                                             |                                                             |                                                             |                                                             |                                                             |                                                             |                                                             |                                                             |                                                             |                                                             |                                                             |                                                             |                                                             |                                                             |                                                             |                                                             |                                                             |                                                             |                                                             |                                                             |                                                             |                                                             |                                                             |                                                             |                                                             |                                                             |                                                             |                                                             |                                                             |                                                             |                                                             |

### 1 - 31 agosto
| Lunes a viernes laborables                                  |                                                             |                                                             |                                                             |                                                             |                                                             |                                                             |                                                             |                                                             |                                                             |                                                             |                                                             |                                                             |                                                             |                                                             |                                                             |                                                             |                                                             |                                                             |                                                             |                                                             |                                                             |                                                             |                                                             |                                                             |                                                             |                                                             |                                                             |                                                             |                                                             |                                                             |                                                             |                                                             |                                                             |                                                             |                                                             |
| Madrid (Moncloa) > Collado Villalba (Estación de autobuses) | Madrid (Moncloa) > Collado Villalba (Estación de autobuses) | Madrid (Moncloa) > Collado Villalba (Estación de autobuses) | Madrid (Moncloa) > Collado Villalba (Estación de autobuses) | Madrid (Moncloa) > Collado Villalba (Estación de autobuses) | Madrid (Moncloa) > Collado Villalba (Estación de autobuses) | Madrid (Moncloa) > Collado Villalba (Estación de autobuses) | Madrid (Moncloa) > Collado Villalba (Estación de autobuses) | Madrid (Moncloa) > Collado Villalba (Estación de autobuses) | Madrid (Moncloa) > Collado Villalba (Estación de autobuses) | Madrid (Moncloa) > Collado Villalba (Estación de autobuses) | Madrid (Moncloa) > Collado Villalba (Estación de autobuses) | Madrid (Moncloa) > Collado Villalba (Estación de autobuses) | Madrid (Moncloa) > Collado Villalba (Estación de autobuses) | Madrid (Moncloa) > Collado Villalba (Estación de autobuses) | Madrid (Moncloa) > Collado Villalba (Estación de autobuses) | Madrid (Moncloa) > Collado Villalba (Estación de autobuses) | Madrid (Moncloa) > Collado Villalba (Estación de autobuses) | Collado Villalba (Estación de autobuses) > Madrid (Moncloa) | Collado Villalba (Estación de autobuses) > Madrid (Moncloa) | Collado Villalba (Estación de autobuses) > Madrid (Moncloa) | Collado Villalba (Estación de autobuses) > Madrid (Moncloa) | Collado Villalba (Estación de autobuses) > Madrid (Moncloa) | Collado Villalba (Estación de autobuses) > Madrid (Moncloa) | Collado Villalba (Estación de autobuses) > Madrid (Moncloa) | Collado Villalba (Estación de autobuses) > Madrid (Moncloa) | Collado Villalba (Estación de autobuses) > Madrid (Moncloa) | Collado Villalba (Estación de autobuses) > Madrid (Moncloa) | Collado Villalba (Estación de autobuses) > Madrid (Moncloa) | Collado Villalba (Estación de autobuses) > Madrid (Moncloa) | Collado Villalba (Estación de autobuses) > Madrid (Moncloa) | Collado Villalba (Estación de autobuses) > Madrid (Moncloa) | Collado Villalba (Estación de autobuses) > Madrid (Moncloa) | Collado Villalba (Estación de autobuses) > Madrid (Moncloa) | Collado Villalba (Estación de autobuses) > Madrid (Moncloa) | Collado Villalba (Estación de autobuses) > Madrid (Moncloa) |
| 06                                                          | 07                                                          | 08                                                          | 09                                                          | 10                                                          | 11                                                          | 12                                                          | 13                                                          | 14                                                          | 15                                                          | 16                                                          | 17                                                          | 18                                                          | 19                                                          | 20                                                          | 21                                                          | 22                                                          | 23                                                          | 05                                                          | 06                                                          | 07                                                          | 08                                                          | 09                                                          | 10                                                          | 11                                                          | 12                                                          | 13                                                          | 14                                                          | 15                                                          | 16                                                          | 17                                                          | 18                                                          | 19                                                          | 20                                                          | 21                                                          | 22                                                          |
| 45                                                          | 00 15 50                                                    | 20 35 50                                                    | 25 50                                                       | 20 50                                                       | 30                                                          | 10                                                          | 05                                                          | 05 20 35                                                    | 05 20 35                                                    | 05 35                                                       | 05 35                                                       | 05 40 55                                                    | 05 25 55                                                    | 10 25 40                                                    | 10 35                                                       | 00 15                                                       |                                                             |                                                             | 00 25 40                                                    | 00 08 24 40 55                                              | 11 28 36 52                                                 | 15 30                                                       | 05 30                                                       | 35                                                          | 30                                                          | 30                                                          | 00 30                                                       | 00 30                                                       | 00 30 45                                                    | 00 30                                                       | 10 40                                                       | 15 30 45                                                    | 00 30                                                       | 20 40                                                       | 00                                                          |
| Sábados laborables, domingos y festivos                     |                                                             |                                                             |                                                             |                                                             |                                                             |                                                             |                                                             |                                                             |                                                             |                                                             |                                                             |                                                             |                                                             |                                                             |                                                             |                                                             |                                                             |                                                             |                                                             |                                                             |                                                             |                                                             |                                                             |                                                             |                                                             |                                                             |                                                             |                                                             |                                                             |                                                             |                                                             |                                                             |                                                             |                                                             |                                                             |
| Madrid (Moncloa) > Collado Villalba (Estación de autobuses) | Madrid (Moncloa) > Collado Villalba (Estación de autobuses) | Madrid (Moncloa) > Collado Villalba (Estación de autobuses) | Madrid (Moncloa) > Collado Villalba (Estación de autobuses) | Madrid (Moncloa) > Collado Villalba (Estación de autobuses) | Madrid (Moncloa) > Collado Villalba (Estación de autobuses) | Madrid (Moncloa) > Collado Villalba (Estación de autobuses) | Madrid (Moncloa) > Collado Villalba (Estación de autobuses) | Madrid (Moncloa) > Collado Villalba (Estación de autobuses) | Madrid (Moncloa) > Collado Villalba (Estación de autobuses) | Madrid (Moncloa) > Collado Villalba (Estación de autobuses) | Madrid (Moncloa) > Collado Villalba (Estación de autobuses) | Madrid (Moncloa) > Collado Villalba (Estación de autobuses) | Madrid (Moncloa) > Collado Villalba (Estación de autobuses) | Madrid (Moncloa) > Collado Villalba (Estación de autobuses) | Madrid (Moncloa) > Collado Villalba (Estación de autobuses) | Madrid (Moncloa) > Collado Villalba (Estación de autobuses) | Madrid (Moncloa) > Collado Villalba (Estación de autobuses) | Collado Villalba (Estación de autobuses) > Madrid (Moncloa) | Collado Villalba (Estación de autobuses) > Madrid (Moncloa) | Collado Villalba (Estación de autobuses) > Madrid (Moncloa) | Collado Villalba (Estación de autobuses) > Madrid (Moncloa) | Collado Villalba (Estación de autobuses) > Madrid (Moncloa) | Collado Villalba (Estación de autobuses) > Madrid (Moncloa) | Collado Villalba (Estación de autobuses) > Madrid (Moncloa) | Collado Villalba (Estación de autobuses) > Madrid (Moncloa) | Collado Villalba (Estación de autobuses) > Madrid (Moncloa) | Collado Villalba (Estación de autobuses) > Madrid (Moncloa) | Collado Villalba (Estación de autobuses) > Madrid (Moncloa) | Collado Villalba (Estación de autobuses) > Madrid (Moncloa) | Collado Villalba (Estación de autobuses) > Madrid (Moncloa) | Collado Villalba (Estación de autobuses) > Madrid (Moncloa) | Collado Villalba (Estación de autobuses) > Madrid (Moncloa) | Collado Villalba (Estación de autobuses) > Madrid (Moncloa) | Collado Villalba (Estación de autobuses) > Madrid (Moncloa) | Collado Villalba (Estación de autobuses) > Madrid (Moncloa) |
| 06                                                          | 07                                                          | 08                                                          | 09                                                          | 10                                                          | 11                                                          | 12                                                          | 13                                                          | 14                                                          | 15                                                          | 16                                                          | 17                                                          | 18                                                          | 19                                                          | 20                                                          | 21                                                          | 22                                                          | 23                                                          | 05                                                          | 06                                                          | 07                                                          | 08                                                          | 09                                                          | 10                                                          | 11                                                          | 12                                                          | 13                                                          | 14                                                          | 15                                                          | 16                                                          | 17                                                          | 18                                                          | 19                                                          | 20                                                          | 21                                                          | 22                                                          |
|                                                             | 40                                                          | 25                                                          | 20                                                          | 10                                                          | 00 50                                                       | 40                                                          | 25                                                          | 20                                                          | 10                                                          | 00 50                                                       | 25                                                          | 10                                                          | 20                                                          | 10                                                          | 00 50                                                       | 40                                                          | 30                                                          |                                                             | 50                                                          | 40                                                          | 30                                                          | 20                                                          | 10                                                          | 00 50                                                       | 40                                                          | 30                                                          | 20                                                          | 10                                                          | 00 40                                                       | 30                                                          | 35                                                          | 25                                                          | 10                                                          | 00 50                                                       | 40                                                          |
| Sólo sábados laborables                                     |                                                             |                                                             |                                                             |                                                             |                                                             |                                                             |                                                             |                                                             |                                                             |                                                             |                                                             |                                                             |                                                             |                                                             |                                                             |                                                             |                                                             |                                                             |                                                             |                                                             |                                                             |                                                             |                                                             |                                                             |                                                             |                                                             |                                                             |                                                             |                                                             |                                                             |                                                             |                                                             |                                                             |                                                             |                                                             |

## Recorrido y paradas

### Sentido Collado Villalba
| Código | Parada                                    | Común con         | Conexión con Metro | Municipio        | Zona |
| ------ | ----------------------------------------- | ----------------- | ------------------ | ---------------- | ---- |
| 17480  | Intercambiador de Moncloa (Dársena 22)    | 683               | Moncloa            | Madrid           |      |
| 15818  | Ctra. Vial Sur - Urb. Parque Londres      |                   |                    | Collado Villalba |      |
| 15816  | Ctra. Vial Sur - Centro de Salud          |                   |                    | Collado Villalba |      |
| 15797  | Estación de Autobuses de Collado Villalba | 630 720 1 2 3 4 6 |                    | Collado Villalba |      |

### Sentido Madrid
NOTA: Las expediciones que circulan por el carril BUS-VAO de la A-6 no realizan las paradas sombreadas en azul.
| Código | Parada                                    | Común con                             | Conexión con Metro | Municipio        | Zona |
| ------ | ----------------------------------------- | ------------------------------------- | ------------------ | ---------------- | ---- |
| 15797  | Estación de Autobuses de Collado Villalba | 630 720 1 2 3 4 6                     |                    | Collado Villalba |      |
| 15817  | Ctra. Vial Sur - Colegios                 |                                       |                    | Collado Villalba |      |
| 15819  | Ctra. Vial Sur - Urb. Parque Londres      |                                       |                    | Collado Villalba |      |
| 23     | Escuela Universitaria de Estadística      | Autobuses interurbanos del Corredor 6 |                    | Madrid           |      |
| 1333   | Av. Puerta de Hierro - Agrónomos          | Autobuses interurbanos del Corredor 6 |                    | Madrid           |      |
| 17480  | Intercambiador de Moncloa (Dársena 22)    | 683                                   | Moncloa            | Madrid           |      |

## Galería de imágenes

Mapa de la distribución de dársenas del intercambiador de Moncloa con la distribución de cabeceras de las líneas de autobuses, entre las que aparece la línea 687.